# 箭杆河
箭杆河是北京地区的一条河流，顺义区东部的主要排水河道，为潮白河的支流。
发源于顺义区东的木林镇，流经4个镇，在后祖沟村附近汇入潮白河。全长27.5公里，流域面积236平方公里。中下游有支流江南渠和蔡家河汇入。1939年后，其河道在苏家闸以下的部位被潮白河所夺。